# Provinces romaines

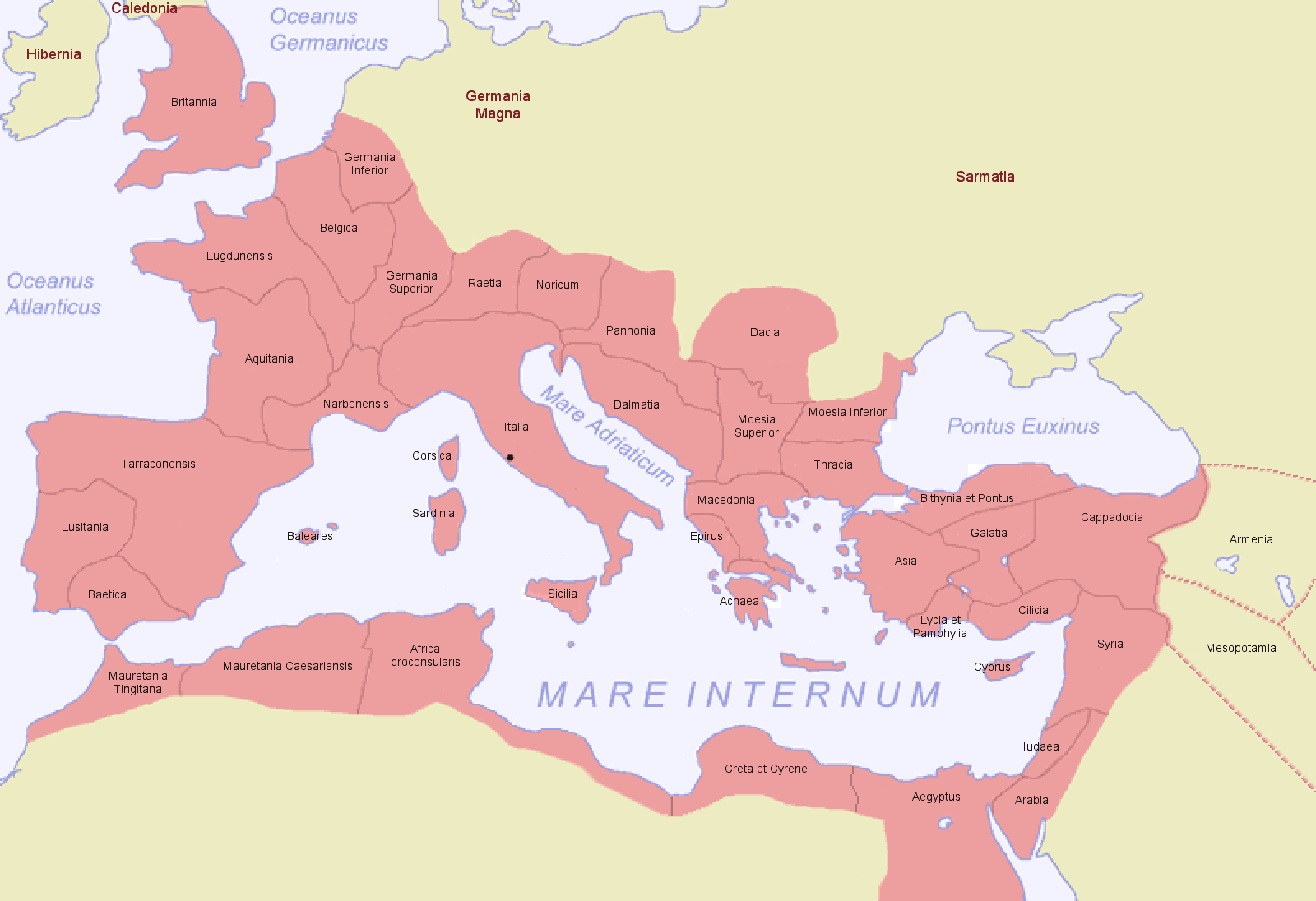
Carte des provinces de l'Empire romain en 116.

Sous la Rome antique, les provinces, ou provinciae en latin, sont des subdivisions territoriales hors d'Italie, sur lesquelles s'applique l'autorité militaire et civile d'un magistrat (gouverneur ayant rang de préteur ou de consul). Initialement, le terme de provincia désigne de manière générale un territoire d'exercice et de compétence d'un magistrat particulier pour des sujétions particulières. Au cours de la conquête romaine du pourtour méditerranéen, le sens du mot glisse pour signifier par métonymie l'étendue territoriale sur laquelle le magistrat exercera son autorité.
Elles apparaissent pendant les guerres puniques, au moment où la République romaine s'étend hors de la péninsule italienne, et le nombre de provinces romaines ne cesse alors d'augmenter. À la fin de la République comme sous le Haut Empire, les provinces sont les plus grandes divisions administratives du territoire. Leur nombre atteint la quarantaine sous les Sévères. Dioclétien, sous la tétrarchie, réforme profondément l'administration territoriale de l'Empire, en multipliant le nombre de provinces et en créant une entité supérieure aux provinces, les diocèses.

## Étymologie et sémantique
Le terme provincia (pl. provinciae) désigne au début de la république romaine le domaine de responsabilité que le Sénat romain attribue à un magistrat romain (un consul ou un préteur) détenteur de l'imperium, ce qui couvre des domaines variés : conduite d'une campagne militaire contre un ennemi désigné en Italie ou hors d'Italie, juridiction civile du préteur urbain, tâche administrative comme la surveillance des forêts et des voies de transhumance. Pour les provinciae qui concernent un territoire extérieur à l'Italie, où il faut faire la guerre ou qu'il faut gouverner, le mot provincia par un glissement progressif de sens vient à désigner ce territoire lui-même.
La provincia ne peut donc être qu'une circonscription réduite : les gouverneurs de provinces exercent chacun leur imperium sur leur province ; ils ne peuvent amener leur armée dans une autre province, à moins d'en recevoir l'ordre. Au cours de la conquête romaine, les territoires d'exercice de ces magistrats prétoriens ou consulaires vont se fixer en fonction des enjeux diplomatiques, géopolitiques et militaires contemporains, devenant à proprement parler des districts plus ou moins permanents, dotés d'institutions de gestion de plus en plus fixes. C'est sous ce sens qu'est resté employé le terme de province romaine dans l'historiographie.

## Sous la République romaine

### Gouvernement
À partir de 227 av. J.-C., le terme provincia prend le sens d'un commandement hors de l'Italie puis celui de la possession de territoires hors de la péninsule[réf. nécessaire]. Chaque province est organisée en vertu d'une Lex provincialis, proposée par le général romain victorieux. Cette loi détermine le fonctionnement administratif et judiciaire de la province et fixe le statut des diverses communautés et cités qui y sont implantées.
Dans un premier temps, le gouvernement est attribué à un préteur élu par le peuple romain, pour un an. Ensuite sont nommés gouverneurs des magistrats sortis de charge, pour lesquels sont créées les promagistratures : propréteurs et proconsuls.
Au IIe siècle av. J.-C., et ce depuis une législation de Caius Gracchus, le Sénat devait chaque année désigner, avant les élections consulaires, les provinces que les consuls de l'année suivante se verraient attribuer pour leurs proconsulats. Parmi les provinciae confiées à des préteurs, trois au moins concernent des fonctions judiciaires à Rome : la iurisdictio urbana, la iurisdictio peregrina et la quaestio repetundarum. Les autres préteurs pouvaient se voir confier comme provincia l'une des provinces alors contrôlées par Rome, ou une mission hors de Rome, telle qu'une intervention militaire. Le Sénat désignait les six provinciae prétoriennes à répartir entre les six préteurs de l'époque, répartition qui se faisait ensuite par tirage au sort. Les gouvernements de province restés vacants à la suite des deux décisions sénatoriales concernant les futurs consuls et les préteurs en charge étaient ensuite confiées à d'anciens magistrats, dont l'imperium était prorogé.
En 81 av. J.-C., Sylla restreint les gouvernements provinciaux aux seuls promagistrats, tandis que le nombre de préteurs, et donc de propréteurs est relevé à 8.
Les territoires légués deviennent aussi des provinces. Au Ier siècle, ce mode de gestion prend son expansion, au détriment des royaumes considérés comme indociles (Séleucides, Lagides) ou incapables de préserver leur indépendance (les Gaules). La provincialisation se fait très progressivement et peu clairement. Elle est parfois tardive alors que la domination était effective depuis longtemps.
La fonction de promagistrat n'est pas directement rémunérée, mais elle rapporte néanmoins de l'argent, notamment par les cadeaux des notables de la province, spontanés ou sollicités (concussion). Des abus sont commis et donnent lieu à des procès comme celui des Siciliens contre Verrès, ou à des révoltes comme en Asie.
Les sources nous donnent beaucoup de profils de gouverneurs, du prévaricateur sanglant (Verrès) au justicier honorable (Mucius Scaevola). Rome a un réel contrôle sur les gouverneurs, par le nombre de procès auxquels ils doivent faire face. De très fréquentes poursuites judiciaires sont menées. Les gouverneurs envoient des rapports fréquents sur ce qui se passe dans la province. Les élites locales relayent leurs plaintes via le réseau de clientèle. Les gouverneurs sont très surveillés.
En établissant ce système de provincialisation, Rome montre sa supériorité devant les autres puissances de la Méditerranée mais aussi sa modernité. Un article web (Rome et l’Occident : seize provinces en quête d’histoires) parle de « techniques romaines de gouvernement » pour prendre conscience de cette supériorité.

### Liste des provinces créées sous la République
Sous la République romaine, les provinces sont soit gouvernées par des propréteurs, soit par des proconsuls. Certaines provinces comme l'Asie et l'Afrique particulièrement riches sont très convoitées. L'attribution relève de l'autorité du Sénat, qui procède le plus souvent par tirage au sort. À partir de 123 av. J.-C., les provinces consulaires devaient être tirées au sort avant l'élection, pour prévenir toute manœuvre politique. Ainsi, Cicéron se vit attribuer pour son proconsulat la Macédoine, qu'il céda à son collègue consul, puis la Cilicie.
| Création      | Nom de la province             | Histoire |
| ------------- | ------------------------------ | --- |
| 241 av. J.-C. | Sicile                         | La Sicile passe sous domination romaine lors de la première guerre punique et devient la première province romaine, à l'exception de Syracuse. |
| 227 av. J.-C. | Corse-Sardaigne                | Création d'un nouveau préteur pour administrer ces deux îles, que Carthage cède à Rome en 234 av. J.-C. après la guerre des Mercenaires. |
| 197 av. J.-C. | Hispanie citérieure            | Après la victoire romaine sur Carthage lors de la deuxième guerre punique, les territoires ibériques conquis par Scipion l'Africain sont divisés en deux provinces. |
| 197 av. J.-C. | Hispanie ultérieure            | Après la victoire romaine sur Carthage lors de la deuxième guerre punique, les territoires ibériques conquis par Scipion l'Africain sont divisés en deux provinces. |
| 167 av. J.-C. | Illyrie                        | Après les guerres d'Illyrie au IIIe siècle av. J.-C., la région est finalement conquise pendant la troisième guerre macédonienne. Cependant, il faut encore une centaine d'années afin que les Illyriens de la côte et les tribus dalmatiennes soient finalement soumis.                                               |
| 146 av. J.-C. | Macédoine                      | À la suite de la quatrième guerre macédonienne, l'ancien royaume antigonide de Macédoine devient une province romaine. |
| 146 av. J.-C. | Afrique proconsulaire          | La province est créée après la troisième guerre punique, l'année où Carthage est rasée par Scipion Émilien. |
| 129 av. J.-C. | Asie proconsulaire             | La région de Pamphylie est donnée par les Romains au royaume de Pergame en 188 av. J.-C. En 133 av. J.-C., Attale III de Pergame lègue à Rome ses terres qui deviennent province romaine. Marc Antoine cède en partie la Pamphylie au Galate Amyntas et elle ne redevient province romaine qu'à la mort de celui-ci.   |
| 129 av. J.-C. | Pamphylie                      | La région de Pamphylie est donnée par les Romains au royaume de Pergame en 188 av. J.-C. En 133 av. J.-C., Attale III de Pergame lègue à Rome ses terres qui deviennent province romaine. Marc Antoine cède en partie la Pamphylie au Galate Amyntas et elle ne redevient province romaine qu'à la mort de celui-ci.   |
| 102 av. J.-C. | Cilicie                        | Au IIe siècle av. J.-C., la Cilicie devient un bastion de pirates, et pour contrer cette menace, Rome en fait une de ses provinces. Cependant, les pirates ne sont éliminés qu'en 67 av. J.-C., après une campagne de Pompée.                                                                                          |
| 96 av. J.-C.  | Cyrénaïque                     | La Cyrénaïque est léguée par Ptolémée Apion à Rome. L'île de Crète lui sera adjoint en 67 av. J.-C., puis détachée par Jules César, à nouveau réunie par Marc Antoine avant de la céder en partie à Cléopâtre VI, les deux provinces sont définitivement réunies après Actium,.                                        |
| 81 av. J.-C.  | Gaule cisalpine                | Ces terres sont romaines depuis plus d'un siècle mais la province n'est créée qu'en 81 av. J.-C., puis incluse en 43/42 av. J.-C. dans l'Italie (région à statut spécial), dont elle forme les regiones X et XI. |
| 74 av. J.-C.  | Bithynie                       | Elle est offerte à Rome avec le testament de Nicomède IV et est rattachée à la province d'Asie. En 63, elle sera associée avec le Pont pour former la province de Bithynie et Pont. |
| 70 av. J.-C.  | Gaule transalpine              | La conquête commence en 120 av. J.-C. mais la province ne reçoit cependant son statut officiel qu'après le passage de Pompée dans les années 70 avant notre ère. |
| 67 av. J.-C.  | Crète                          | La Crète est annexée entre 67 et 63 av. J.-C., et est associée à la Cyrénaïque. Jules César la sépare de la Cyrénaïque puis Marc Antoine réunit à nouveau les deux régions avant de céder quelques années plus tard une partie de l'île à Cléopâtre VI. Après Actium, les deux provinces sont définitivement réunies,. |
| 64 av. J.-C.  | Syrie                          | La Syrie est un ancien royaume séleucide, annexé par Pompée, lors des guerres contre Mithridate VI. |
| 63 av. J.-C.  | Bithynie et Pont               | La province est organisée par Pompée à partir de la Bithynie (Nicomède IV lègue à Rome par testament en 74 son royaume reconstitué quelques années plus tôt grâce aux légions romaines) et du Pont (à la suite de la défaite de Mithridate).                                                                           |
| 58 av. J.-C.  | Chypre                         | Caton le Jeune organise l'annexion de l'île léguée par le royaume lagide d’Égypte, puis elle est confiée à Cléopâtre VI par Marc Antoine. Elle redevient romaine après Actium. |
| 51 av. J.-C.  | Gallia comata (Gaule chevelue) | La provincialisation de la Gaule chevelue est le résultat des conquêtes de Jules César pendant la guerre des Gaules. |
| 46 av. J.-C.  | Africa Nova                    | La "Nouvelle Afrique" est une province éphémère, créée par Jules César et à nouveau rattachée à l'Afrique proconsulaire par Auguste. Elle couvre la partie occidentale de la province d'Afrique, ainsi qu'une partie de la Numidie.                                                                                    |
| 30 av. J.-C.  | Égypte                         | Royaume des Ptolémées, l'Égypte est annexée par Auguste à la suite de la bataille d'Actium et de la mort de Cléopâtre VII. |

## Haut Empire romain
Sous le Principat d'Auguste, le 16 janvier 27 av. J.-C., les provinces sont partagées entre l'empereur et le Sénat, en provinces impériales (provinciæ Cæsaris) et provinces sénatoriales (provinciæ Senatus et populi), selon un découpage analysé par Strabon, contemporain de l'opération,.
Au fil des conquêtes territoriales et des découpages des provinces, les nouvelles provinces sont réparties entre ces deux autorités. Le Sénat se voit traditionnellement attribuer les provinces pacifiées anciennement, ce qui ménage ses prérogatives. L'empereur, détenteur du pouvoir militaire (imperium majus) se réserve les provinces situées aux frontières de l'Empire qui nécessitent la présence des légions, et les territoires pauvres ou mal soumis. Il arrive plusieurs fois que des provinces changent d'attribution : ainsi, la Bétique, d'abord confiée à l'empereur, est rétrocédée au peuple romain vers 16/13 av. J.-C.
La Lex provincialis, définie par province lors de la République, reste en vigueur sous l'Empire. À ce règlement s'ajoute au fil du temps les décisions du gouverneur et de l'empereur, la mise à jour donne la formula provinciae, qui actualise le statut des communautés. La formula récapitule aussi les chiffres des recensements locaux, qui servent à l'assiette de l'impôt, et les principaux textes législatifs des cités.

### Provinces du peuple romain (dites «sénatoriales»)

#### Gouvernement: proconsuls et propréteurs

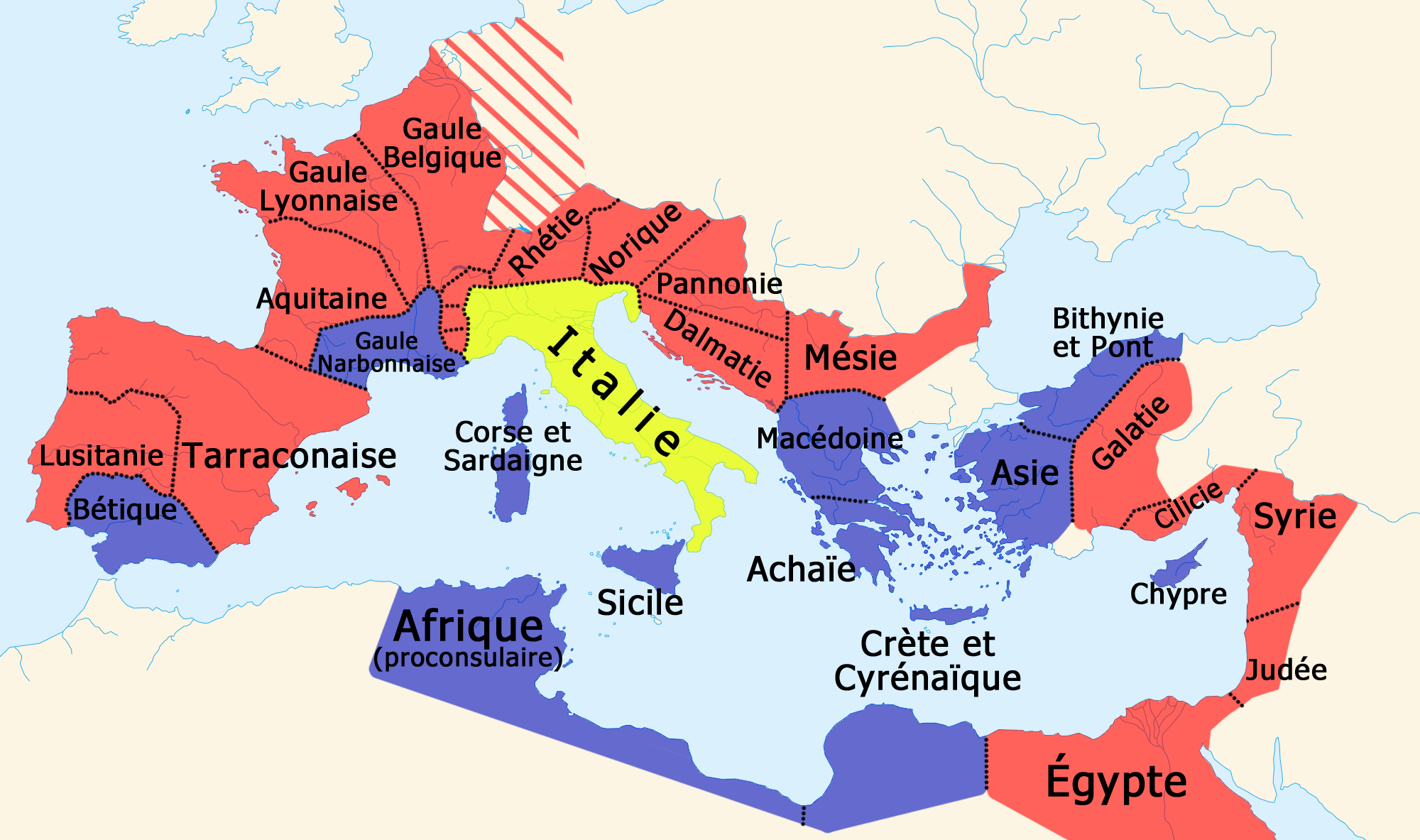
Carte des provinces de l'Empire romain en 14.
Provinces impériales
Provinces sénatoriales
Italie

Les provinces qu'Auguste ne s'attribue pas en 27 av. J.-C. sont souvent appelées « sénatoriales », car de fait leur gestion dépend essentiellement du Sénat. L'appellation officielle et appropriée est en réalité celle de « provinces du peuple romain », le Sénat ne représentant que l'élite de l'ensemble des citoyens. En 27 av. J.-C. ces provinces sont pacifiées, dépourvues de légions, leur sécurité étant assurée par le glacis des nouvelles provinces impériales. Seule l'Afrique fait exception, gardant une légion dans la province d'Afrique proconsulaire.
La gestion des provinces du peuple romain reste celle qui s'exerçait pendant la République. Leurs gouverneurs sont des promagistrats (c'est-à-dire d'anciens magistrats supérieurs, toujours sénateurs) nommés pour un an par le Sénat et portant le titre de proconsul ou de propréteur. Le titre de proconsul est uniquement destiné à deux provinces sénatoriales, l'Afrique et l'Asie car elles sont plus riches. Le prestige de ces deux provinces, ainsi que les grandes possibilités d'enrichissement qu'elles représentent, en faisaient des postes de fin de carrière par excellence : le gouvernement de l'Afrique ou de l'Asie s'obtient au moins dix ans après un consulat, et il s'agit du sommet de la carrière d'un sénateur, tandis que les autres provinces sénatoriales sont attribuées au moins cinq ans après la préture.
Les autres provinces sont dirigées par des sénateurs portant le titre de propréteur, c'est-à-dire la Bétique, la Gaule Narbonnaise, la Corse, la Sardaigne, la Sicile, l’Achaïe, la Macédoine, la Crète, la Cyrène, la Bithynie et Chypre.
L'attribution de ces provinces se fait par tirage au sort au Sénat, en principe car des témoignages indiquent le contrôle de l'empereur sur le tirage au sort, et la nécessité de son approbation sur les nominations.
Le gouverneur est aidé par un questeur, sénateur de rang questorien, et par un ou plusieurs légats de rang questorien ayant rempli une ou deux magistratures mineures, ou de rang prétorien sortant de sa charge et par un accensus, affranchi qui est son secrétaire personnel. Le questeur gère l'administration financière de la province, encaisse les recettes fiscales, paie les dépenses et envoie le surplus dans la caisse sénatoriale, l'ærarium Saturni. Le légat est choisi par le proconsul ou le propréteur parmi ses familiers, et le seconde dans l'exercice de la justice. Dans les provinces importantes comme l'Asie, le proconsul peut s'adjoindre trois légats.
L'empereur désigne néanmoins des procurateurs dans ces provinces, pour la gestion de ses domaines personnels, la perception de certains impôts et la direction des mines.

#### Liste des provinces sénatoriales[18]
À la mort d'Auguste (en 14) :
- Provinces proconsulaires : Afrique et Asie.
- Provinces proprétoriennes : Achaïe, Bétique, Bithynie-Pont, Chypre, Crète et Cyrénaïque, Macédoine, Narbonnaise et Sicile.

La Lycie est incorporée à l'Empire romain par l'empereur Claude en 43 et réunie avec la Pamphylie. Cette nouvelle province devient sénatoriale.
La province de Thrace est créée en 46 lorsque le dernier royaume thrace indépendant est annexé à la mort du roi Roemetalkès III. D'abord confiée à des procurateurs gouverneurs, et donc « province sénatoriale », la province de Thrace est ensuite confiée à des légats prétoriens.
La province de Bithynie-Pont devient province impériale en 135.
Septime Sévère divise la province d'Afrique proconsulaire et créé la Numidie, province impériale.
À l'avènement de Septime Sévère (en 193) :
- Provinces proconsulaires : Afrique et Asie.
- Provinces proprétoriennes : Achaïe, Bétique, Chypre, Crète et Cyrénaïque, Macédoine, Narbonnaise, Lycie-Pamphylie et Sicile.

### Provinces impériales

#### Gouvernement: légats d'Auguste propréteur ou procurateurs
Ces dernières, mal soumises ou situées aux frontières de l'Empire, possèdent des garnisons ou des armées complètes, et les gouverneurs y représentent l'empereur. L'attribution des provinces aux divers légats se fait selon le bon vouloir de l'empereur, mais respecte néanmoins certaines usages :
- Le mandat du gouverneur n'a pas de durée définie, et l'empereur peut l'abréger ou le prolonger à sa guise. On observe cependant que la durée habituelle à la tête d'une province est de trois ans au plus[19].
- Dans les provinces les plus importantes, en particulier dans les plus riches ou dans celles qui disposent de troupes importantes, le gouverneur est un sénateur et porte le titre de légat d'Auguste. Les provinces qui ne disposent que d'une seule légion sont gouvernées par un légat d'Auguste de rang prétorien (c'est le cas dans les trois provinces des Gaules ou en Lusitanie) ; tandis que les provinces disposant de deux légions ou plus sont gouvernées par un légat propréteur de rang consulaire (c'est le cas dans les deux provinces de Germanie inférieure et Germanie supérieure ou dans les Pannonie)[19]. Ces dernières sont plus prestigieuses.
- Les provinces de petite taille, considérées comme moins importantes et moins romanisées, qui ne comptent pas de légions mais uniquement des corps auxiliaires, sont gouvernées par un chevalier, portant jusque sous Claude le titre de préfet, et par la suite celui de procurateur. Ces provinces sont donc dites de rang procuratorien ou équestre (c'est par exemple le cas pour le Norique ou la Rhétie, du moins pendant la plus grande partie du Haut-Empire). Contrairement aux sénateurs, le préfet ou procurateur équestre ne possède pas le ius gladii (droit de vie et de mort sur des citoyens romains), sauf autorisation de l'empereur[20].

- L'Égypte représente un cas à part : depuis Actium (31 av. J.-C.), elle est considérée comme un domaine personnel de l'empereur[21]. Elle est gouvernée par un préfet de rang équestre (préfet d'Égypte), à la fois gouverneur et commandant en chef des légions. Les sénateurs sont interdits d'accès à l'Égypte.
- Il arrive fréquemment que des provinces impériales changent de rang, en particulier au gré des besoins militaires : ainsi le Norique, province procuratorienne, devient province prétorienne à une légion en 169, sous le règne de Marc Aurèle.

#### Liste des provinces impériales[18]
À la mort d'Auguste (en 14) :
- Provinces consulaires : Dalmatie, Hispanie citérieure, Mésie, Pannonie et Syrie.
- Provinces prétoriennes : Aquitaine, Belgique, Galatie, Lusitanie et Lyonnaise.
- Provinces équestres : Alpes grées, Alpes maritimes, Alpes poenines, Corse et Sardaigne, Norique, Rhétie et Judée.
- Cas particulier : Égypte.

À l'avènement de Septime Sévère (en 193) :
- Provinces consulaires : Bretagne, Cappadoce, Dalmatie, Germanie inférieure, Germanie supérieure, Hispanie citérieure, Mésie inférieure, Mésie supérieure, Pannonie inférieure, Pannonie supérieure, Trois Dacies, Syrie et Judée.
- Provinces prétoriennes : Numidie, Lusitanie, Aquitaine, Lyonnaise, Belgique, Norique, Rhétie, Thrace, Bithynie-Pont, Cilicie, Galatie et Arabie.
- Provinces équestres : Alpes cottiennes, Alpes grées, Alpes maritimes, Alpes poenines, Corse et Sardaigne, Épire, Maurétanie césarienne et Maurétanie tingitane.
- Cas particulier : Égypte.

### Aménagement du territoire
Le découpage administratif des provinces se complète par l’organisation des réseaux indispensables pour les communications : tracé de nouvelles voies romaines, création sous Auguste d’un réseau de poste impériale (cursus publicus). Enfin, les empereurs aménagent ces territoires par de nombreuses fondations de colonies.
En ce qui concerne la superficie de l'Empire romain, si elle atteint au maximum 5 000 000 km2, superficie généralement admise par les historiens, il était difficile d'établir la superficie des territoires sous joug Romain en Afrique du nord, d'une part par le désert du Sahara omniprésent, ou d'établir des limites en un espace presque vide était aléatoire, ou fantaisiste, et d'une autre part, il y avait la résistance des tribus Berbères, surtout au Nord-Ouest (actuel Maroc, et Algérie actuelle). Mais généralement, pendant les 500 années de l'empire de Rome, l'autorité impériale fut acceptée. Si des Limes (fortifications) sont à signaler çà et là, en de nombreux endroits, les frontières furent sans cesse repoussées, et Rome était maître de toute l'Afrique du Nord, et avait matée toute résistance entre 130 et 195 apr. J.-C. Les problèmes étaient moins importants en pays Carthaginois (actuelle Tunisie), Tripolitaine, Cyrénaïque, et en Égypte. La superficie de l'Empire romain devait être donc plus élevée que les 5 000 000 km2 généralement admis. En revanche, pour les limites et frontières en Europe et en Asie, les frontières sont parfaitement définies, et connues (sauf pour la Mésopotamie en Asie). De plus, ces territoires étaient peuplés, et fertiles. La superficie de l'Empire romain devait donc correspondre à la superficie des actuels États-Unis (mais sans l'Alaska et Hawaï), donc tourner autour des 7 500 000 km2 (en considérant l'espace Saharien presque vide de l'Égypte, de la Libye, et de la Maurétanie (actuels états du Maroc, Algérie, et Tunisie), sans oublier qu'un temps l'Empire romain était présent en Nubie, au sud de l'Égypte (actuel Nord-soudan). En Asie, la présence de l'Empire romain en Mésopotamie (pays de Babylone), Tigre et Euphrate (actuelle Irak), fut tout aussi temporaire.
À noter aussi la présence en Asie de l'Empire romain en Arménie, pays vassal ou sous influence de Rome, en fonction des époques. L'Arménie deviendra le premier État chrétien de l'histoire.

### Créations de nouvelles provinces
La création de nouvelles provinces peut se faire de deux manières : par conquête (par exemple celle de la Bretagne à partir du règne de Claude) ou par démembrement de provinces existantes (par exemple le démembrement de la Mésie sous Domitien).
Après Septime Sévère, il n'y a plus de création de province par conquête, les créations se font par démembrement de provinces existantes. Ainsi Septime Sévère scinde en deux les provinces qui ont les armées les plus puissantes (trois légions) : la Syrie et la Bretagne. Il crée également les provinces d'Osroène (195) et de Mésopotamie (198) à la suite des expéditions militaires qu'il conduit en Orient et qui l'amènent à prendre la capitale des Parthes, Ctésiphon, le 28 janvier 198.

## Antiquité tardive
Dioclétien procède à une division des provinces sur l'échelle de tout l'Empire vers 303. Par exemple la Gaule lyonnaise est divisée (en deux étapes) en quatre provinces (les Lyonnaises I, II, puis III et IV), la Gaule belgique l'est en deux provinces (I et II). Ce nouveau système entraîne une augmentation notable du nombre des provinces romaines : près de 120 au Ve siècle.

### Réorganisation du système provincial au Bas-Empire
Le système des provinces sénatoriales et impériales forme un cadre administratif relativement léger, où les cités provinciales jouissent d'une autonomie assez large. Suffisant lorsque la pax romana règne, il se révèle problématique lors de la crise du troisième siècle : la fiscalité et le ravitaillement des troupes doivent augmenter leur rendement, et d'autre part les représentants du Sénat ne montrent pas, à quelques exceptions près, l'ardeur et la compétence militaire attendue face aux barbares. Comme bien des réformes romaines, l'évolution est pragmatique et progressive :
- Gallien (260-268) limite de plus en plus l’accès des sénateurs aux postes de légat de province impériale, et leur enlève le commandement des légions. Les legati Augusti, proconsuls ou propréteurs, sont de plus en plus remplacés par des vice praeses, de rang équestre.
- En 275, Tacite, nommé empereur par le Sénat romain, inverse la tendance et redonne aux sénateurs le droit de diriger des provinces impériales comme proconsul.
- En 282, Carus reprend la politique de Gallien excluant les sénateurs des gouvernements provinciaux.

Dioclétien procède à une réorganisation complète du système provincial :
- Il sépare complètement l'administration civile, confiée à un gouverneur civil, et le commandement militaire, attribué à un dux ou à un comes, tous deux dépendants de l'empereur et non plus du Sénat.
- Il subdivise les provinces en unités plus petites, doublant presque leur nombre qui dépasse 100.
- Le système administratif de Dioclétien est enfin organisé selon un schéma à trois niveaux :
  - Au niveau le plus bas, les provinces.
  - Au niveau intermédiaire, les diocèses, au nombre de 12, regroupant les provinces.
  - Au niveau supérieur, les préfectures du prétoire, au nombre de 4, regroupement de diocèses.
- L'administration impériale se rapproche du terrain, au prix d'une explosion du nombre de ses fonctionnaires.
- Les provinces sont confiées, pour ce qui concerne l'administration civile, soit à un consulaire (sénateur ancien consul), soit à un praeses (chevalier). Quelques provinces sont sous l'autorité d'un corrector de rang moindre. Quelques-unes conservent une administration essentiellement militaire, les fonctions de comes ou de dux et de praeses étant confondues. Enfin, trois provinces (l'Afrique, l'Asie et l'Achaïe) sont laissées sous une administration proconsulaire dépendant du Sénat : à ce titre, elles sont de fait situées en dehors des diocèses. Rome quant à elle (avec ses environs immédiats) reste sous l'autorité du préfet de la Ville, sénateur de rang consulaire.

#### Époques
- Empire romain (de -27 à 395/476), pax romana
- Antiquité tardive (285/330-750/800)
- Division de l'Empire romain (305..395)
- Empire romain d'Occident (395-476)
  - Dioclétien, Constantin Ier, Tétrarchie
  - Haut-Empire romain (de -27 à 200/300)
  - Bas-Empire romain (192-395/476)
  - Antiquité tardive (284-700/750)
  - Déclin de l'Empire romain d'Occident
- Empire byzantin (Empire romain d'Orient, 395-1204, 1261-1453)

#### Provinces, diocèses, thèmes
- Province romaine, liste des provinces romaines, liste des provinces romaines tardives (en)
  - Laterculus Veronensis (297-320), Notitia dignitatum (425-433)
- Diocèse (Empire romain), liste des diocèses de l'Empire romain
- Thème (Empire byzantin), liste des thèmes byzantins (de) (660-960)
- Index provinciarum Romanarum Diocletianarum (la) (Liste des provinces romaines de Dioclétien, vers 300)
- Tabula successionis provinciarum Romanarum (la) (Tableau de la succession des provinces romaines)

#### Préfectures
- Préfecture du prétoire dans l'Empire romain
- Préfecture du prétoire d'Orient (280-650c)
- Préfecture du prétoire des Gaules (337-447)
- Préfecture du prétoire d'Italie (337-584)
- Préfecture du prétoire d'Illyricum (347-630/630)
- Préfecture du prétoire d'Afrique (534-585/591)

#### Documents anciens
- Laterculus Veronensis (vers 295-325)
- Notitia dignitatum (vers 390-425) (divers états à diverses époques)

#### Ouvrages
- François Jacques et John Scheid, Rome et l'intégration de l'Empire (44 av. J.-C. - 260 ap. J.-C.), t. I, PUF, coll. « Nouvelle Clio, l'histoire et ses problèmes », 2010 (1re éd. 1999), 480 p. (ISBN 978-2-13-044882-2)
- Sabine Lefebvre, L'administration de l'Empire romain d'Auguste à Dioclétien, Paris, Armand Collin, coll. « Cursus Histoire », 2011, 222 p. (ISBN 978-2-200-35575-3)
- Claude Nicolet, Rome et la conquête du monde méditerranéen 264–27 av. J.-C., Paris, PUF, coll. « Nouvelle Clio, l'Histoire et ses problèmes », 1978, 940 p. (ISBN 2-13-035850-0)

#### Articles
- Agnès Bérenger-Badel, « Formation et compétences des gouverneurs de province dans l'Empire romain », Dialogues d'histoire ancienne, vol. 30, no 2,‎ 2004, p. 35-56 (lire en ligne)
- Jean-Marie Bertrand, « À propos du mot provincia : Étude sur les modes d'élaboration du langage politique », Journal des savants, nos 3-4,‎ 1989, p. 191-215 (lire en ligne)
- Jean-Louis Ferrary, « Recherches sur la législation de Saturninus et de Glaucia », Mélanges de l’École française de Rome. Antiquité, t. 89, no 2,‎ 1977, p. 619-660 (lire en ligne, consulté le 4 novembre 2018)